# Przeździecko-Jachy
Przeździecko-Jachy (prononcé en polonais : [pʂɛʑˈd͡ʑɛt͡skɔ ˈjaxɨ]) est un village polonais de la gmina d'Andrzejewo dans la powiat d'Ostrów Mazowiecka de la voïvodie de Mazovie dans le centre-est de la Pologne.
Il se situe à environ 5 kilomètres au nord-est d'Andrzejewo (siège de la gmina), 24 kilomètres à l'est d'Ostrów Mazowiecka (siège de la powiat) et à 111 kilomètres au nord-est de Varsovie (capitale de la Pologne).
Le village compte approximativement une population de 160 habitants en 2006.

## Histoire
De 1975 à 1998, le village appartenait administrativement à la voïvodie de Łomża.